# Guitega (comuna)
Guitega (em kirundi: Gitega) é a capital e uma das onze comunas da província de Guitega, no Burundi.